# 堀川博基
堀川 博基（ほりかわ ひろき）は、埼玉県公立中学校教諭。1962年生まれ。

## 略歴
埼玉県公立中学校教諭。2023年現在、富士見市立西中学校勤務。埼玉県中学校進路指導・キャリア教育研究会会長を務める。平成8年度埼玉県長期研修生として、仙崎武・文教大学名誉教授のもとで1年間の研修を積む。副読本『中学生活と進路』をはじめ、『最新・進路学習を核とした学級活動の展開』（日本進路指導協会監修・埼玉県中学校進路指導研究会編）など多数の書籍の執筆に参加している。
富士見･西中 ▶ 大井西中 ▶ 大井東中 ▶ ふじみ野市教委 ▶ 大井中教頭 ▶ 勝瀬中教頭 ▶ ふじみ野小校長(平成28年度～) ▶ 富士見台中校長(令和元年度～) ▶ 富士見･西中校長(令和5年度～) の順で小中学校や教育委員会を着任している。堀川は「全県を見ても最初と最後(?)が同じ学校というラッキーな職員はなかなかいません…。」と学校だよりで語っている。

### 平成28年度～
平成28年度から3年間、ふじみ野小学校の校長として着任していた。当初から「ふじみ野Pride」と呼ばれる教職員行動指針･生徒活動指針を掲げ、教育活動を展開している。「ふじみ野Pride」は、(1)Action（一歩前へ出る力）、(2)Thinking（考え抜く力）、(3)Teamwork（仲間と活動する力）の3要素から構成される。これらは社会を生き抜くために必要な力であり、学校教育の先を見据えた指針である。
平成30年12月、創立20周年を記念して、4年生の児童が風船に思いのメッセージを付けて飛ばす企画を実施した。偶然、風船をGDO（ゴルフダイジェスト・オンライン）名古屋支社の女性社員が拾った。GDOと堀川の想いが通じ、ゴルフ体験教室を実施することになった。体験教室では、準備体操やクラブの握り方、そして安全面の注意などをレクチャーする基礎的な内容をGDO社員が直接指導した。堀川は「バルーンを介して皆さんとつながることができたという“つながり”や“縁”の大切さを伝えたいと思った。最後まで全員が全員笑顔で楽しんでくれた。」と語り、この企画は成功に終わった。
他にも、「夢のかけはし教室・ドクターヘリ小学校体験会」「ももクロスペシャルライブ」など様々な取り組みを実施した。

### 令和元年度～
令和元年度（平成31年度）から富士見台中学校の校長として着任している。当初から「とのやまSprits」と呼ばれる教職員行動指針･生徒活動指針を掲げ、教育活動を展開している（内容は前述の「ふじみ野Pride」と同じ）。
令和元年12月5日、開校60周年を記念して「とのやま講演会」を実施した。講演会には、ビリギャルこと小林さやかを学校に招き、不可能を可能に変える5つのポイントについて講演した。
令和2年1月9日、富士見台中学校区小中一貫教育研修会が実施された。鶴瀬小、つるせ台小、富士見台中と3校の教員（約100名）が集まり、台中学校区の児童生徒のために研修を進めた。土曜参観、小中合唱交流会、部活動交流会、新入学説明会、指導交流等の取り組みが提案された。
令和5年3月、定年退職。

### 令和5年度～
令和5年度から富士見市立西中学校の校長として着任（再任用）している。当初から「みずほの丘の希望」と呼ばれる教職員行動指針･生徒活動指針を掲げ、教育活動を展開している（内容は前述の「ふじみ野Pride」と同じ）。
令和5年7月、非行防止教室を実施した。教室には、埼玉県警に22年勤務し、現在ではテレビコメンテーターとしても活動している佐々木成三を招き、SNS利用に関する講演を行った。

## 著書
『職場体験プラスαの生き方学習』(2004年)
　前半の1～2章で、職場体験の校内体制や計画づくり、体験先・保護者との連携などについて項目ごとに実践的に解説したうえで、3～4章では、1時間単位で展開できる「自己理解」「職業理解」「人間関係づくり」など25テーマの楽しい学習プランを提案している。

## キャリア教育
キャリア教育研究に力を注いでおり、現在は埼玉県進路指導・キャリア教育研究会会長を務めている。平成8年度埼玉県長期研修生として、仙崎武・文教大学名誉教授のもとで1年間の研修を積む。副読本『中学生活と進路』をはじめ、『最新・進路学習を核とした学級活動の展開』（日本進路指導協会監修・埼玉県中学校進路指導研究会編）など多数の書籍の執筆に参加している。国主催のキャリア教育等に係る有識者との懇談会・キャリア教育等推進関係府省課長等会議などにも参加している。
平成23年度全国キャリア教育･進路指導担当者等研究協議会において、シンポジストとして参加し、「キャリア教育を実施するときは子供だけでなく、先生も楽しんでほしい」と語っている。活動を通しての出会いを教育活動へ生かしていくことの重要さを訴えかけた。
日本教科書が発行する広報誌『日科　中学道徳通信』において、2度記事が連載されている。Vol.7では「キャリア教育と道徳」と題して特集が組まれている。白木みどり（金沢工業大学基礎教育部教授）との対談記事が書かれており、「職場体験をゴールにしない中学校のキャリア教育」について持論を述べている。Vol.9では「学級経営は信頼関係構築がスタート・ダッシュのコツ」と題して学級経営を確かなものにする4つの信頼（➀生徒、②教職員、③保護者や地域、④学校）に分けて説明されている。